# Špion, který mě miloval
Špion, který mě miloval (také Agent, který mne miloval) je v pořadí desátý film ze série o Jamesi Bondovi z roku 1977, první ze série, který nekoprodukoval Harry Saltzman (ten prodal v roce 1975 svůj podíl v EON Productions United Artists) a který vznikl na základě originálního příběhu. Ian Fleming dal pouze svolení k použití názvu. Christopher Wood, autor námětu a spoluscenárista, film novelizoval.

## Děj
Trasy dvou atomových ponorek byly narušeny a kdosi nabízí technologii, která je toho schopná, tomu, kdo nabídne víc. Znepokojeni jsou Britové i Sověti a Bond dostává za pomocnici ruskou agentku Anju Amasovou. Za celou akcí stojí vševládný Karl Stromberg, který má v úmyslu rozpoutat III. světovou válku.

## Zajímavosti
Desátou bondovku pronásledovaly mnohé potíže: první z nich byl odchod Harryho Saltzmana. Další byl post režiséra, jehož kandidátem byl Steven Spielberg, který právě dotočil Čelisti a producenti čekali, jak „ten rybí film dopadne“. Režisér předchozích bondovek Guy Hamilton zase dal přednost filmu o Supermanovi. Šanci nakonec dostal Lewis Gilbert, režisér Žiješ jenom dvakrát. Desátá bondovka nakonec přes všechny potíže vydělala nejvíc z do té doby natočených filmů o 007.

## Auto
Auto Bonda byl tentokrát speciálně upravený Lotus Esprit, který uměl např. plavat na vodě i pod vodou, vypouštět rakety a torpéda. V listopadu 2008 byl prodán asi za 50 000 Liber

## Osoby a obsazení
- James Bond – Roger Moore
- Major Anya Amasová – Barbara Bach
- Karl Stromberg – Curd Jürgens
- Zub – Richard Kiel
- Naomi – Caroline Munro
- M – Bernard Lee
- Moneypenny – Lois Maxwellová
- Q – Desmond Llewelyn
- Generál Gogol – Walter Gotell

## Soundtrack
Film „Špion, který mě miloval“ je jedním z pouhých dvou bondovek, který získal Oscara za Nejlepší původní hudbu (druhým byl Skyfall z roku 2013). Složil Marvin Hamlisch, text Carole Bayer Sager a nazpívala Carly Simon.